# Fuchsie magellanská

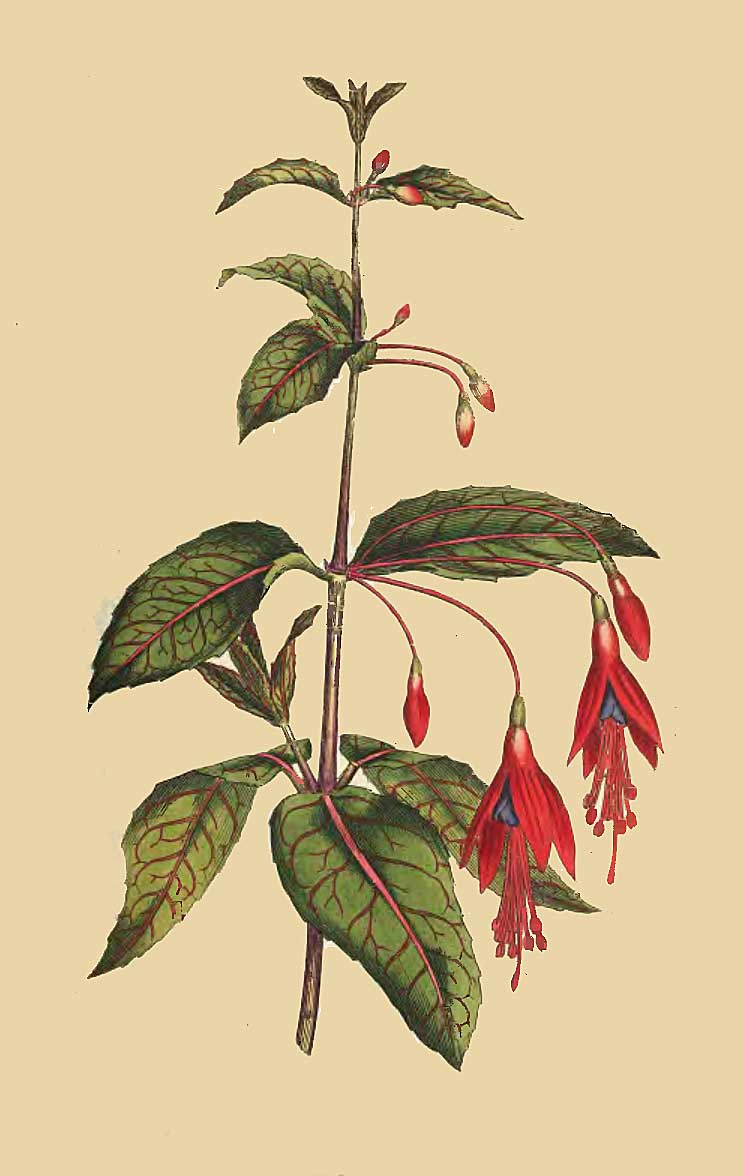
Letorost fuchsie magellanské

Fuchsie magellanská (Fuchsia magellanica) je rozvětvený keř s mnoha nicími trubkovitými květy, druh rodu fuchsie. Pochází z jihoamerických listnatých nebo smíšených lesů, z Chile a částečně i z jižní Argentiny. Roste tam po lesních okrajích nebo na světlinách v širokém výškovém rozsahu, od mořského pobřeží až po nadmořskou výšku 2000 m.

## Rozšíření
Fuchsie magellanská byla postupně rozšiřována i do dalších oblastí Ameriky a od 18. století se pro své množství květů a nenáročnost začala pěstovat i v Evropě. Dostala se do východní Afriky, Austrálie, na Nový Zéland i Havajské ostrovy, v místech s vlhkým a nemrznoucím klimatem občas zplaňuje.

## Popis

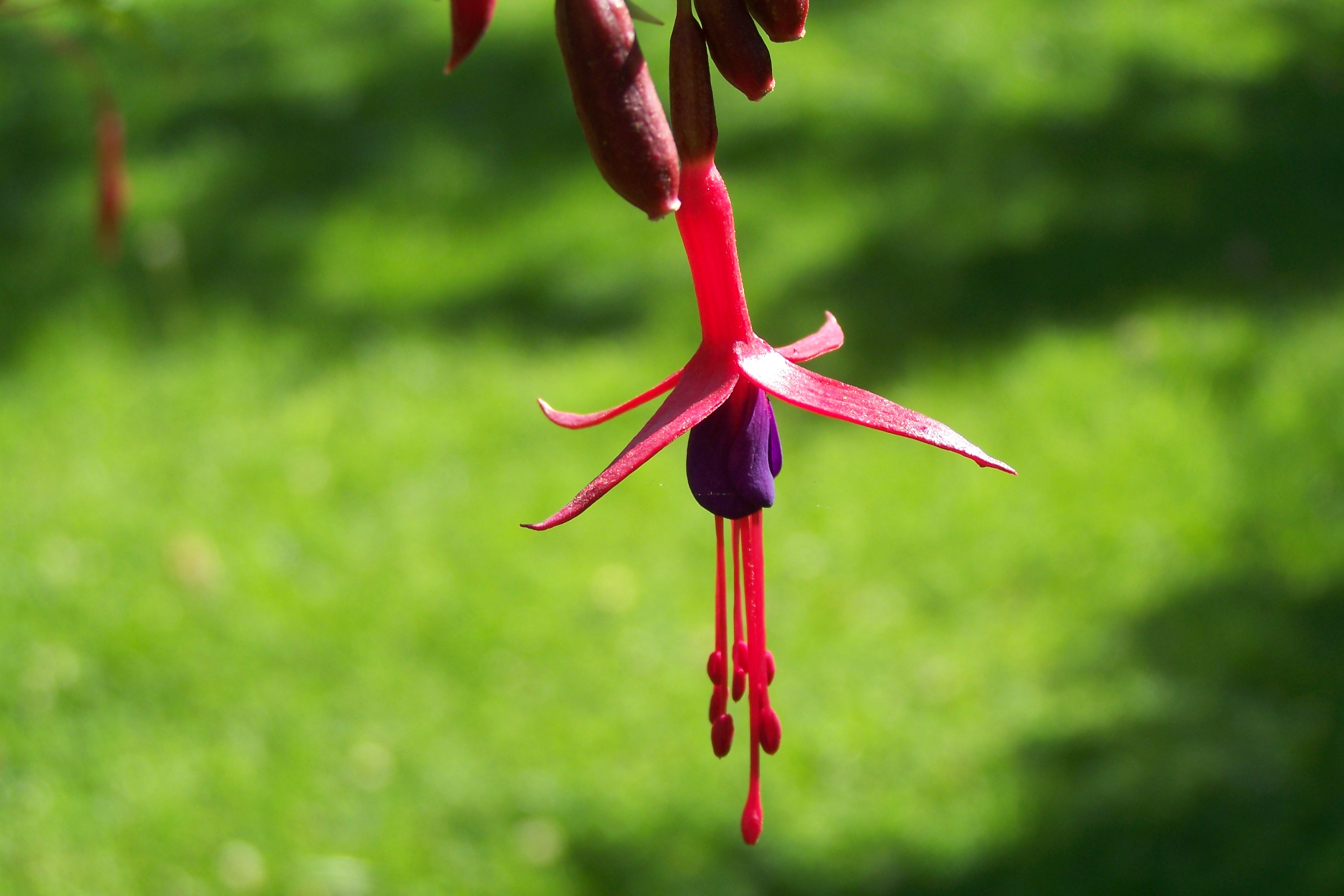
Květ fuchsie magellanské

Vzpřímený, bohatě větvený keř, 1 až 3 metry vysoký s ohnutým vrcholem, jehož starší výhony dřevnatí. Tenké, vodorovné nebo jen lehce převislé letorosty jsou hladké, slabě purpurově červené a jsou porostlé až 5 cm dlouhými listy s načervenalými řapíky. Jsou vstřícné nebo ve tří až čtyřčetných přeslenech, jejich čepele jsou podlouhle vejčité nebo vejčitě kopinaté, na vrcholu špičaté a mají vroubkovaně zubatý okraj a červenavou zpeřenou žilnatinu.
Z paždí listů vyrůstají po jednom až čtyřech nicí květy dlouhé až 3 cm. Květy jsou oboupohlavné, čtyřčetné, trubkovité a visí na 3 cm dlouhých stopkách. Kališní trubka s odstálými, špičatými kališními lístky je tmavě červená, asi 1 cm dlouhá. Korunní lístky čnící z korunní trubky jsou purpurové až modrofialové, obvejčité, asi 1,5 cm dlouhé. Okvětní lístky se vyskytují v mnoha odstínech červené, růžové a někdy i bílé barvy. V květu je dlouhá a opadavá češule, osm nestejně dlouhých tyčinek s nitkami vyčnívajícími z květu a čtyřpouzdrý spodní semeník se čtyřlaločnou bliznou.
Květy postupně vykvétají od července do října, květ kvete po několik dnů. Opylovány jsou hmyzem, v domovině též ptáky. Plody jsou asi 2 cm dlouhé, červenavě purpurové bobule s mnoha semeny.

## Pěstování
Fuchsie magellanská je sice v porovnání s ostatními druhy považována za chladnomilnou, přesto ji nelze sázet v prostředí s poklesem teploty k bodu mrazu. V mírném pásmu se obvykle pěstuje jako hrnková rostlina a pro přezimování se ve středoevropských podmínkách volí málo osvětlená místnost s teplotou okolo 10 °C a minimální zálivkou. Po jarním probuzení se boční větve zkracují na 10 až 15 cm, čímž se podpoří tvorba letorostů plodících květy.
Pro úspěšný růst je nutná na živiny bohatá a propustná půda. Zalévá se vždy až po mírném vyschnutí, pro nebezpečí houbových chorob nesmí kořeny stát ve vodě. Jedinec ve stínu špatně kvete a plné slunce není také vhodné, doporučuje se rostlinu umístit tak, aby měla dopolední slunce a odpolední stín.
Rostliny se v přírodě samovolně rozšiřují semeny. Pěstitelé je množí řízkováním a tím zachovávají vyšlechtěné vlastnosti mateřské rostliny. Používají k tomu mladé, ale již vyzrálé letorosty s patkou starého dřeva, které v červenci zapichují do vzdušné zeminy a udržují ve velké vzdušné vlhkosti.

## Význam

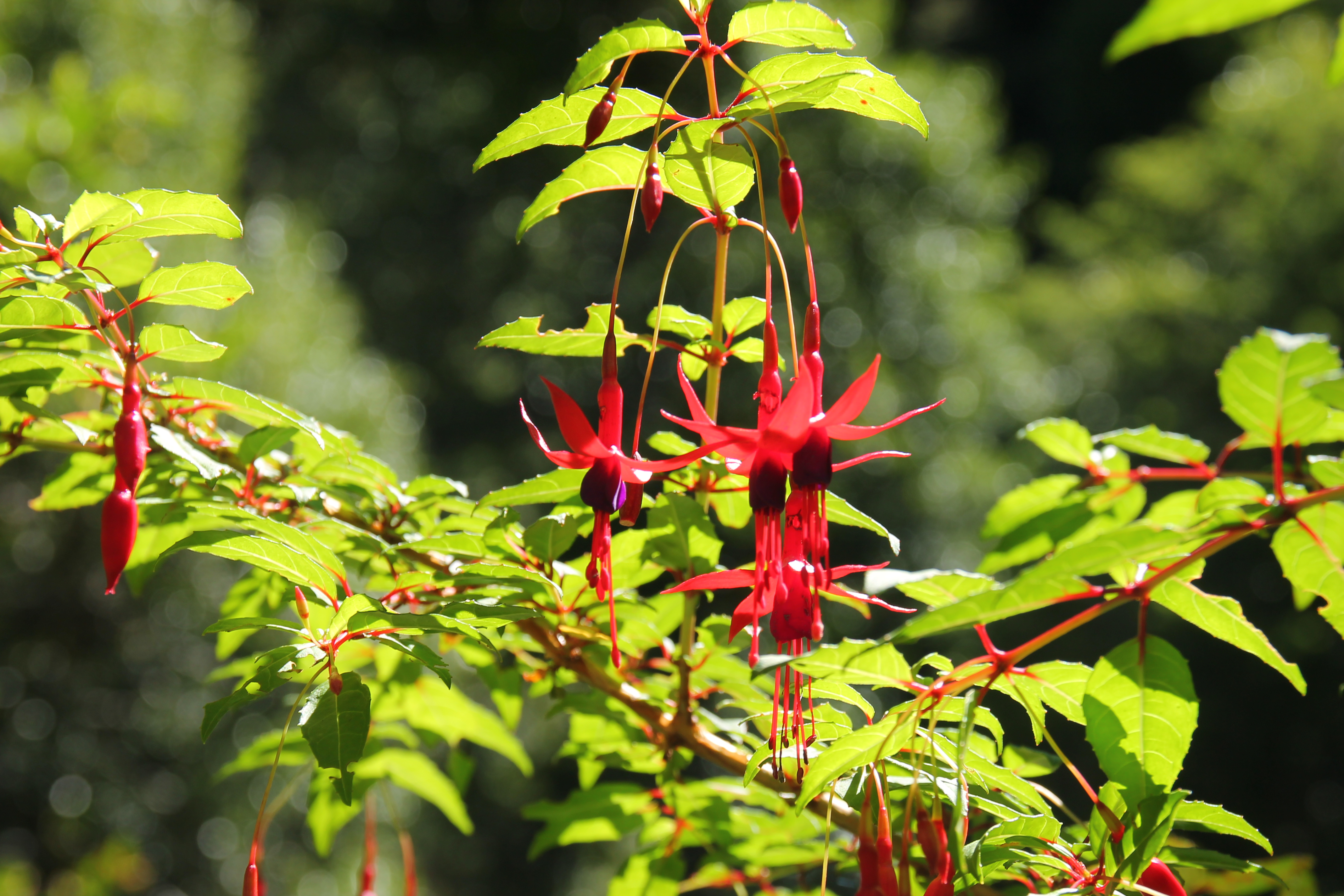
Květy fuchsie pod sopkou Villarrica u Pucónu

V subtropech a tropech je používána coby rychle rostoucí, bohatě kvetoucí živý plot nebo jako zahradní solitéra. V mírném pásmu se pěstuje jako hrnková rostlina, která je dlouhověká a může růst a kvést po mnoho let.
Rozlišuje se několik variet tohoto druhu odlišující se vzrůstem, barvou a velikosti květů. Jsou to např. Fuchsia magellanica var. 'alba', F. m. var. 'conica', F. m. var. 'discolor', F. m. var. 'eburnea', F. m. var. 'gracilis', F. m. var. 'macrostema', F. m. var. 'molinae' nebo F. m. var. 'typica'. Fuchsie magellanská je pro svou relativní odolnost vůči mrazu mateřskou rostlinou většiny vypěstovaných hybridů.